# Helmut Krüger (Politiker)

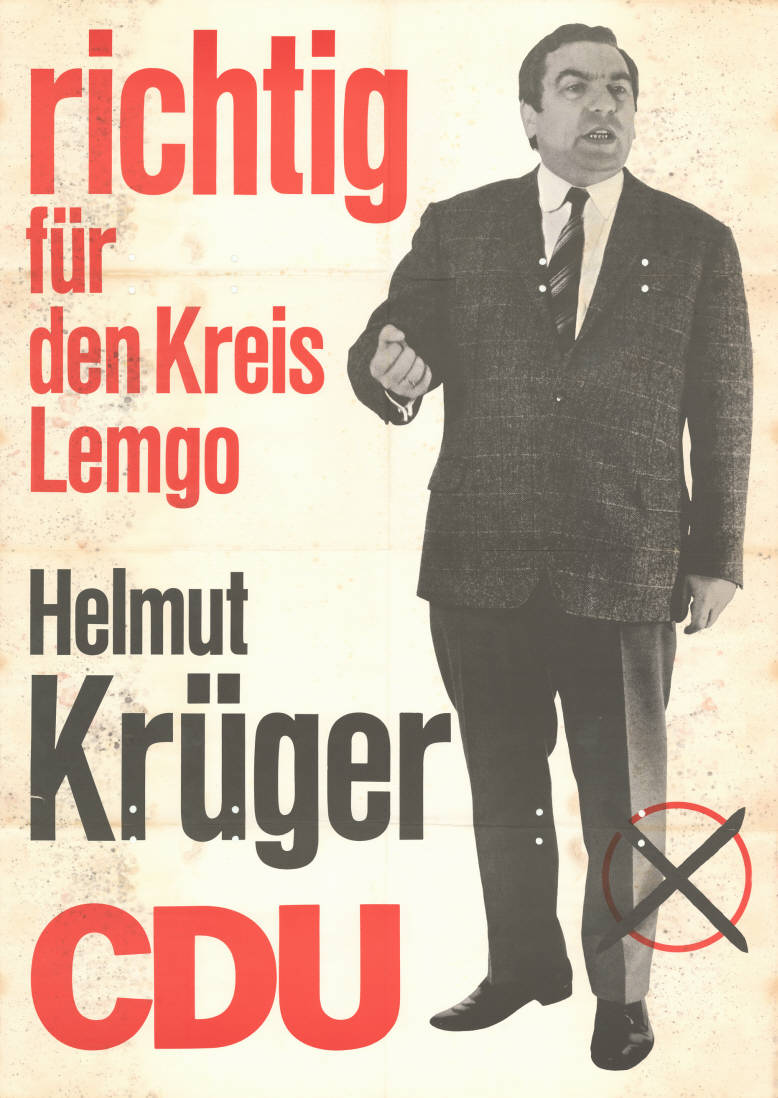
Kandidatenplakat zur Landtagswahl in Nordrhein-Westfalen 1970

Helmut Krüger (* 16. Januar 1920 in Lemgo; † 29. Mai 2010) war ein deutscher Politiker und ehemaliger Landtagsabgeordneter (CDU).

## Leben und Beruf
Nach dem Besuch der Volksschule und des Realgymnasiums mit dem Abschluss der mittleren Reife absolvierte er eine kaufmännische Ausbildung. Beruflich war er als Rauchwarengroßhändler und Pelzkonfektionär tätig.

## Politische Tätigkeit
Der CDU gehörte Krüger seit 1959 an. Er war in zahlreichen Parteigremien tätig, so u. a. Vorsitzender des CDU-Kreisverbandes Lemgo.
Vom 7. Dezember 1972 bis 27. Mai 1975 war Krüger Mitglied des Landtags des Landes Nordrhein-Westfalen. Er rückte über die Reserveliste der CDU nach.
Dem Rat der Stadt Lemgo gehörte er ab 1961 bis 1972 an, von 1969 bis 1971 war er ehrenamtlicher Bürgermeister.
1987 wurde Krüger die Würde des Ehrensenators der Fachhochschule Lippe (heute: Hochschule Ostwestfalen-Lippe) zuerkannt, und zwar „wegen der besonderen Verdienste um die Gründung und den Aufbau der FH“.